# Цървена ябука (община Бабушница)
Вижте пояснителната страница за други значения на Цървена ябука.
Цървена ябука (на сръбски: Црвена Јабука или Crvena Jabuka) е село в Сърбия, разположено в община Бабушница, Пиротски окръг.

## История
Според преброяването от 1991 година в селото има 248 жители, а според това от 2002 – 126. Жителите на селото са в мнозинството си сърби.